# De Cusine Ravine British Cemetery
De Cusine Ravine British Cemetery is een begraafplaats gelegen in de Franse plaats Basseux (Pas-de-Calais). De militaire graven worden onderhouden door de Commonwealth War Graves Commission.
De begraafplaats telt 68 geïdentificeerde graven waarvan 65 Gemenebest graven uit de Eerste Wereldoorlog and 3 overige graven uit de Eerste Wereldoorlog.